# Rue Pharaon
La rue Pharaon (en occitan : carrièra Ramon d'Alfaro) est une voie de Toulouse, chef-lieu de la région Occitanie, dans le Midi de la France.

## Situation et accès

### Description
La rue Pharaon est une voie publique. Elle se trouve au cœur du quartier des Carmes.
Longue de 263 m, elle suit l'axe nord-sud de l'ancien cardo maximus de la Toulouse romaine. Elle naît au nord de la place du Salin et se termine à la rencontre de la place des Carmes. Elle est prolongée au nord par la rue des Filatiers et la rue des Changes jusqu'à la place Étienne-Esquirol, et par la rue des Changes et la rue Saint-Rome jusqu'à la place du Capitole.
La chaussée compte une seule voie de circulation automobile à sens unique, de la place du Salin vers la place des Carmes. Elle appartient à une zone de rencontre et la vitesse y est limitée à 20 km/h. Il n'existe pas de piste, ni de bande cyclable, quoiqu'elle soit à double-sens cyclable.

### Voies rencontrées
La rue Pharaon rencontre les voies suivantes, dans l'ordre des numéros croissants (« g » indique que la rue se situe à gauche, « d » à droite) :
1. Place du Salin
2. Rue des Poutiroux (g)
3. Rue Pierre-Brunière (g)
4. Rue des Régans (d)
5. Rue des Prêtres (g)
6. Place des Carmes (d)

### Transports
La rue Pharaon n'est pas directement desservie les transports en commun Tisséo. La rue de la Fonderie, qui lui est parallèle, est parcourue par la navette Ville. Du côté nord, elle est proche de la place des Carmes, où se trouve la station Carmes, sur la ligne de métro , et près de laquelle marquent l'arrêt la ligne de bus 44 et la navette Ville.
Les stations de vélos en libre-service VélôToulouse les plus proches sont les stations no 46 (1 place des Carmes), no 47 (12 rue du Languedoc) et no 48 (18 place du Salin).

## Odonymie

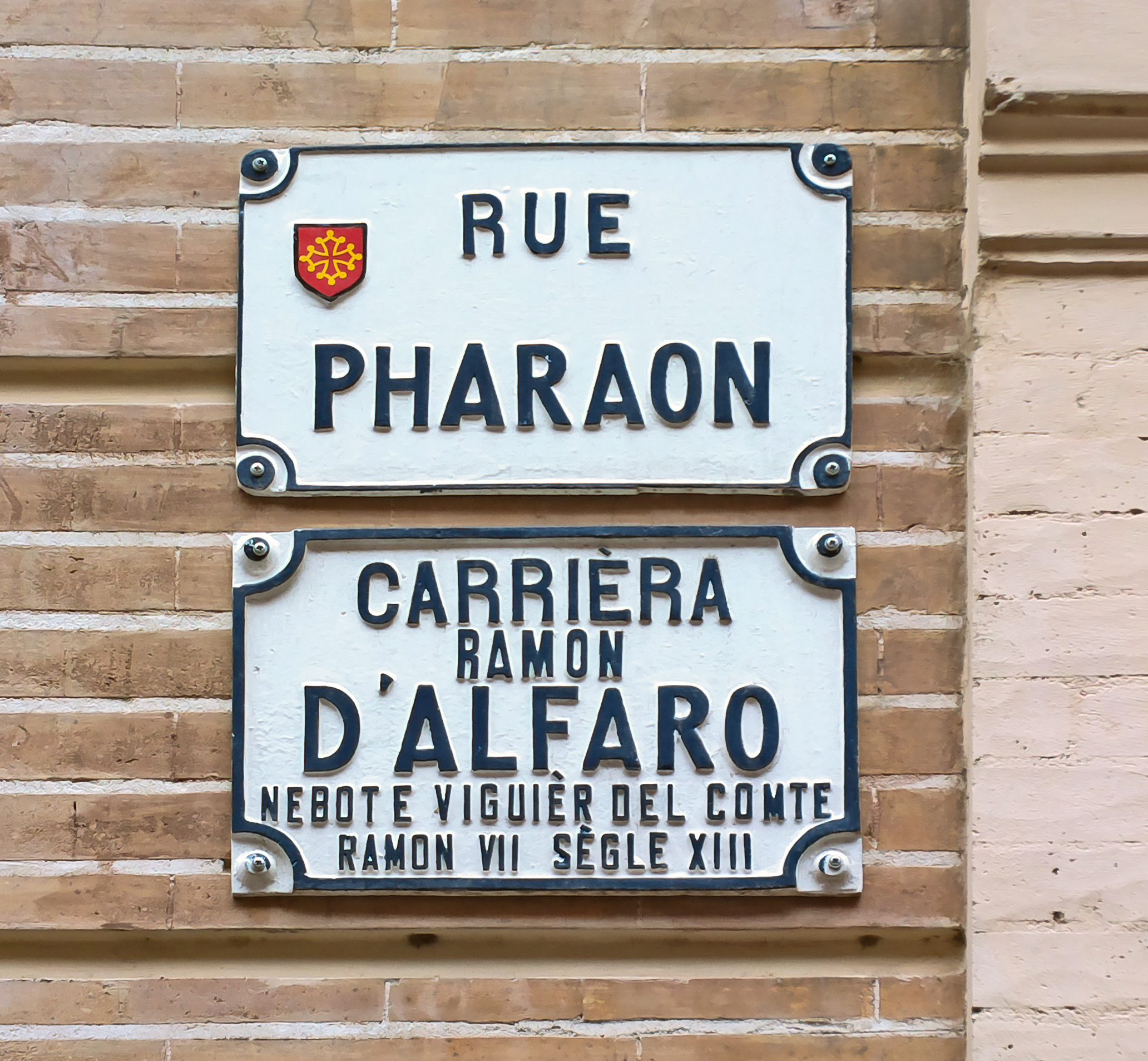
Plaques de rue en français et en occitan.

L'origine du nom de la rue Pharaon n'est pas tout à fait claire. La plus ancienne mention, à la fin du XIIIe siècle, la désigne comme la rue « de Raimond d'Alfaro » (carraria Ramundi de Alfaro en latin médiéval, 1276). Ce personnage, qui n'est pas identifié avec certitude, est peut-être, comme l'a proposé Jules Chalande, Raimond d'Alfaro, membre de l'aristocratie toulousaine proche des comtes de Toulouse. Son père, Hugues d'Alfaro, seigneur castillan originaire d'Alfaro, fut sénéchal de l'Agenais puis de Toulouse pour Raimond VI, dont il épousa une fille bâtarde, Guilhemine. Il se fit particulièrement remarquer lors de la croisade des Albigeois : en 1211, il participa aux combats de Toulouse, assiégé par les croisés, en 1212, il dirigea la défense de Penne-d'Agenais, et en 1218, on le voyait encore lors du siège de Toulouse. Raimond, qui hérita des domaines de Saint-Jory et de Montlaur, fut lui aussi un proche des comtes toulousains, et particulièrement de Raimond VII. En 1229, il fut otage, comme vingt jeunes gens, de la reine Blanche de Castille et du roi Louis IX, en attendant la conclusion définitive du traité de Meaux-Paris. Par la suite, Raimond VII le fit sénéchal de l'Agenais et gouverneur de Castelsarrasin. Il fut impliqué, en 1242, dans l'assassinat de quatre inquisiteurs à Avignonet-Lauragais. En 1249, à la mort de Raimond VII, il jura finalement fidélité à son héritière, Jeanne, et à son époux, Alphonse de Poitiers.
Le nom de la rue évolue progressivement et, dès le début XIVe siècle, on le trouve sous la forme de rue du Faro (carriera del Faro, 1303, en occitan), d'En-Faro ou encore d'En-Faron (en, « seigneur » en occitan). C'est au milieu du XIVe siècle qu'apparaît pour la première fois la graphie « ph » (carraria del Pharo, 1360). Ces graphies et orthographes concurrentes se retrouvent jusqu'au milieu du XVIe siècle, où le nom de Pharaon s'impose définitivement. Cette déformation du nom de la rue et la graphie « ph » sont peut-être le résultat de l'attraction du substantif « pharaon » (faraon en occitan). Une explication pourrait se trouver dans l'installation, en 1358, d'un petit prieuré et de sa chapelle, placée sous l'invocation de l'ermite égyptien Antoine. La présence de ce prieuré, dépendant de l'abbaye Saint-Antoine de Lézat-sur-Lèze, explique que la rue ait aussi été désignée à partir du XIVe siècle, comme la rue Saint-Antoine-de-Lézat, la rue Saint-Antoine-du-Salin, à cause de la proximité de la place du Salin, ou, simplement, la rue Saint-Antoine. Entre les XVIIe et XVIIIe siècles, la partie nord de la rue est aussi désignée comme la rue des Carmes, car le couvent des Carmes se trouvait au débouché de la rue, à l'emplacement de l'actuelle place de ce nom. En 1794, pendant la Révolution française, la rue Pharaon est renommée quelques mois rue Liberté, mais ce nom ne subsista pas.

## Histoire

### Antiquité
La rue Pharaon correspond à une partie du cardo maximus de Tolosa, l'axe principal nord-sud de la ville romaine.

### Moyen Âge
Au Moyen Âge, la rue Pharaon appartient, pour le côté ouest, au capitoulat de la Dalbade et, pour le côté est, au capitoulat de Saint-Barthélémy. La rue est une partie de la principale artère de la ville, reliant la porte sud de la ville et la place du Salin au cœur marchand de l'ancienne ville romaine, l'actuelle place Étienne-Esquirol, au bourg qui se constitue, au-delà de l'actuelle place du Capitole, autour de la basilique Saint-Sernin. Elle est souvent désignée comme « Grand-rue ».
La population, très mélangée, est composée en grande partie de parlementaires, de capitouls et d'hommes de loi.
À partir du XIVe siècle, la rue abrite également plusieurs communautés religieuses. En 1358, les moines antonins de l'abbaye Saint-Antoine-et-Saint-Pierre de Lézat-sur-Lèze, qui avaient établi depuis 1115 un prieuré hors des murs de la ville, dans le faubourg près du château Narbonnais, se réfugient dans la ville à la suite des destructions de la chevauchée du Prince noir en 1355, pendant la guerre de Cent Ans. Ils établissent leur couvent et leur chapelle au cœur de la rue (emplacement de l'actuel no 20).
En 1429, Jean Balaguier, docteur à la faculté de droit de Toulouse, décide la fondation du collège de Saint-Girons, établi entre les rues Pharaon (actuel no 23) et Saint-Rémésy (actuel no 22). Ce collège est réservé à six étudiants venus de Saint-Girons et de sa région.

### Période moderne
L'incendie du 7 mai 1463 provoque d'importantes destructions dans le quartier des Carmes. La tradition commerçante se poursuit le long de l'axe nord-sud de la ville, entre la basilique Saint-Sernin et la place du Salin. Mais l'ampleur des destructions permet surtout aux élites toulousaines de réunir de vastes emprises foncières pour faire bâtir leurs hôtels particuliers : l'huissier Noël Rolle se fait construire un bel hôtel avec tour (actuel no 21) vers 1478, le capitoul Michel Servientes élève un hôtel et sa tour (actuel no 35) en 1535.
En 1551, les capitouls demandent la suppression des petits collèges de la ville : l'édit royal donné par Henri II à Nantes en 1551 prononce la disparition des collèges de Boulbonne, Montlezun, Saint-Exupère, Saint-Girons, Verdalle, de l'Esquile, des Innocents et du Temple, au profit d'un seul collège moderne, pour enseigner le latin, le grec, l'hébreu et les arts libéraux. En 1554, les biens du collège de Saint-Girons sont cédés au nouveau collège de l'Esquile et l'immeuble est mis en vente.
En 1580, les moines franciscains de L'Isle-Jourdain sont chassés de la ville par les combats contre les protestants. Ayant pu atteindre Toulouse grâce à un sauf-conduit du roi de Navarre, Henri, ils s'installent dans le prieuré Saint-Antoine. En 1589, c'est dans leur chapelle qu'est enterré secrètement l'avocat général Jacques Daffis, massacré avec son beau-frère, Jean-Étienne Duranti, par les ligueurs toulousains.
Au cours du XVIIe siècle, les franciscains acquièrent des maisons voisines afin d'agrandir leur établissement. Vers 1656, Jean-Pierre Rivalz est chargé de la reconstruction de la chapelle du prieuré, tandis que l'ensemble du couvent est réédifié.

### Époque contemporaine

#### Révolution française
La Révolution française apportent des bouleversements dans la rue Pharaon. En 1790, les congrégations religieuses sont supprimées et la communauté des franciscains de Saint-Antoine du Salin est dispersée. L'église et le couvent deviennent propriété nationale et sont mis aux enchères, sans trouver d'acheteur cependant. La Terreur poursuit les suspects, parmi lesquels figurent nombre des aristocrates qui peuplent la rue. Au début de l'année 1794, les parlementaires toulousains sont arrêtés comme suspects et emprisonnés dans l'ancien couvent de la Visitation (emplacement de l'actuel no 41 rue Charles-de-Rémusat) et envoyés à Paris pour y être jugés. Parmi eux, le conseiller Pierre-Marie-Emmanuel Reversat de Célès de Marsac est guillotiné le 14 juin 1794.

#### XIXesiècle
Après la Révolution française, plusieurs communautés religieuses viennent s'établir dans la rue. En 1807, les Sœurs de la Charité Notre-Dame, qui étaient établies rue du Sac (actuel conservatoire régional, no 17 rue Alexis-Larrey) jusqu'en 1790, obtiennent l'autorisation impériale de se reconstituer et de prendre propriété de l'ancien couvent Saint-Antoine et de l'ancienne Trésorerie : elles occupent alors de vastes domaines entre la rue Pharaon (actuels no 16-20), la place du Salin (actuel no 15 ter) et la rue des Chapeliers (emplacement des actuels no 1-1 ter rue du Languedoc). Leur chapelle est alors placée sous l'invocation de saint François de Sales. En 1809, elles créent également l'institution et le pensionnat Notre-Dame, dirigés par Thérèse Couret du Terrail.
Entre 1815 et 1829, l'hôtel de Marsac (actuel no 42) devient le centre d'une petite communauté janséniste, qui se forme dans le cercle de Marie Françoise de Vignes de Puylaroque, veuve de Pierre-Marie-Emmanuel de Reversat de Célès de Marsac, le parlementaire guillotiné en 1794. La société de l'Œuvre de la Croix, assistée par un prêtre interdit, l'abbé Arnaud, entoure à partir de 1829 une jeune fille, Françoise Lacroix, dont les convulsions et les visions soudent la communauté.
En 1854, une nouvelle communauté de religieuses s'installe dans la rue Pharaon. Quatre religieuses et trois novices de la congrégation des Petites Sœurs des Pauvres, fondée à Saint-Servan en 1839 par Jeanne Jugan, occupent l'ancien hôtel Marsac et des bâtiments voisins entre la rue Pharaon (actuel no 42), la rue des Régans (actuel no 11) et la place des Carmes (actuel no 40). Elles se consacrent particulièrement à l'accueil des personnes âgées et y établissent un hospice. Pendant plusieurs années, elles quêtent et reçoivent des dons au marché des Carmes. Mais en 1863, comme elles accueillent jusqu'à 150 personnes et se trouvent à l'étroit, elles achètent une nouvelle maison à la Côte Pavée où elles s'installent en 1868 (actuelle maison de retraite Ma Maison, no 130 avenue Jean-Rieux),.

#### XXeetXXIesiècles
En 1905, à la suite de la loi de séparation des Églises et de l'État, la congrégation des Sœurs de la Charité Notre-Dame est à nouveau dispersée. La chapelle, qui reprend le nom de saint Antoine, est ouverte au public – elle devient particulièrement fréquentée après l'écroulement du clocher de l'église de la Dalbade en 1926 et la fermeture de l'église jusque dans les années 1930. Le grand séminaire, qui a dû quitter les bâtiments du collège de l'Esquile (actuel no 69 rue du Taur) qu'il occupait depuis 1805, s'installe provisoirement dans l'ancien pensionnat Notre-Dame, avant de déménager définitivement dans l'ancien couvent des Feuillantines (actuel no 9 rue des Teinturiers).
Dans l'Entre-deux-guerres, la rue Pharaon reste une rue animée, surtout du côté de la place des Carmes. On y trouve des magasins, comme les meubles Pharaon (actuel no 1), des hôtels comme l'hôtel Ibéria (actuel no 18) et l'hôtel des Carmes (actuel no 44), des restaurants comme la Cigale, devenu en 1945 le Lutétia (actuel no 19),, plusieurs commerces de bouche comme la boucherie des Familles (actuel no 44) et la pâtisserie Aux Délices (actuel no 16). Le docteur E. Boyer établit également une clinique (actuel no 18).
En 1952, le cardinal-archevêque Jules Saliège attribue la chapelle Saint-Antoine à la communauté espagnole de la ville. La paroisse espagnole de la Haute-Garonne est confiée au prêtre lazariste Célestin Buhigas Fernandez. Il fait appel à des artistes espagnols pour la décoration de la chapelle, tel José Enrique Reyzabal Acebron, qui peint la Trinité, l'Assomption, Saint Dominique et Sainte Thérèse d'Avila. En 2008, la chapelle est mise à la disposition de la métropole orthodoxe roumaine de Paris, dépendant de l'Église orthodoxe roumaine, qui y installe provisoirement la paroisse orthodoxe roumaine de Toulouse, sous l'invocation de la Protection de la Mère de Dieu. En 2015, après l'achèvement des travaux de la chapelle Notre-Dame des Sables à Launaguet (actuel no 185 chemin de Boudou), la chapelle Saint-Antoine revient aux Petites Sœurs de l'Agneau, religieuses de la Communauté de l'Agneau.

## Patrimoine et lieux d'intérêt

### Couvent Saint-Antoine-de-Lézat
Inscrit MH (1976, église ; façades et toitures sur rue et sur cour des bâtiments conventuels y compris le cloître).

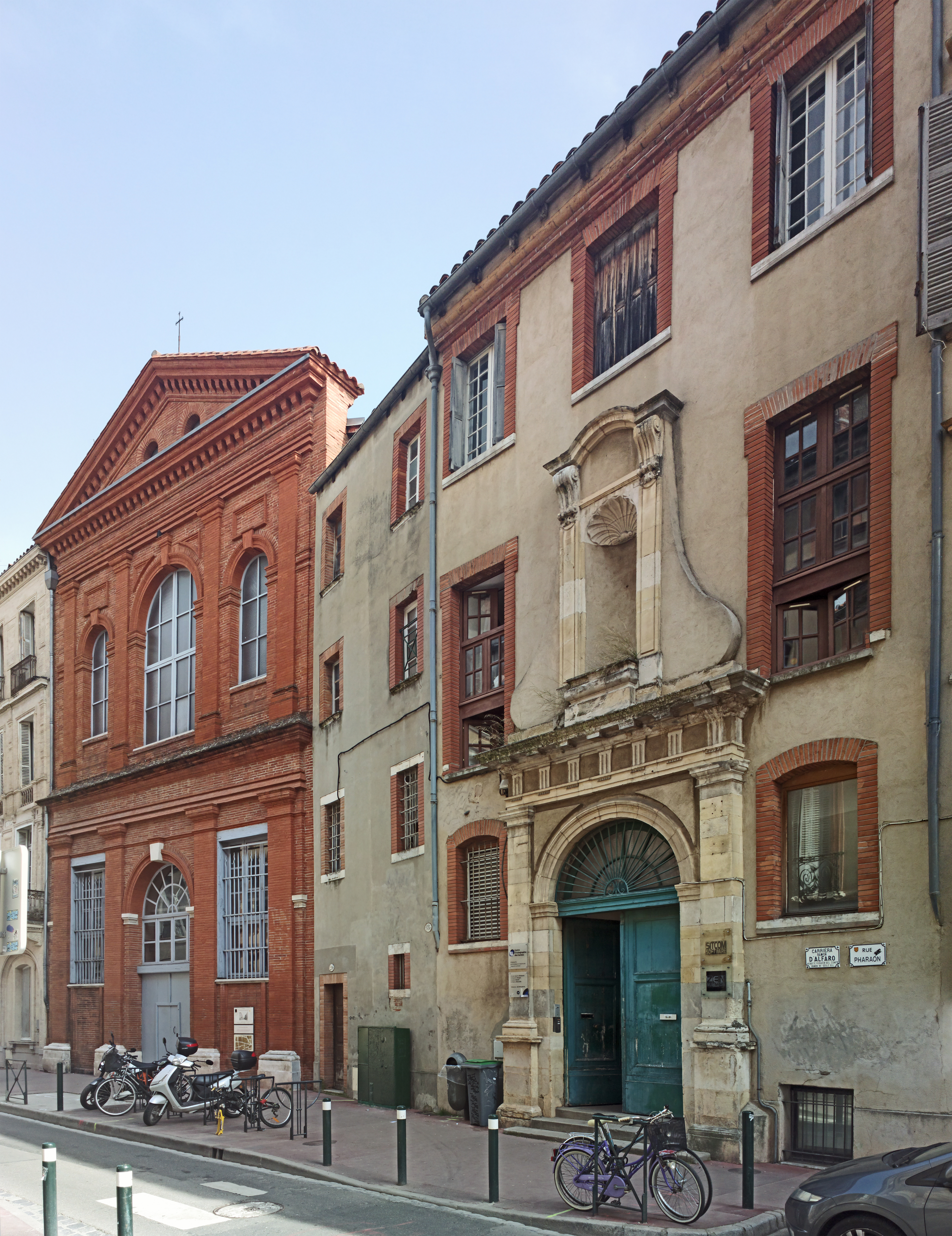
Nos 18-20 : façades du couvent Saint-Antoine et de sa chapelle.

Un prieuré Antonins, dépendant de l'abbaye Saint-Antoine-et-Saint-Pierre de Lézat-sur-Lèze, est fondé, probablement au début du XIIe siècle, dans le faubourg Saint-Michel, à proximité du Château Narbonnais. En 1358, les religieux sont autorisés à installer leur couvent entre la rue Pharaon (actuel no 20) et la rue du Languedoc (emplacement des actuels no 5 et 7). En 1580, les franciscains du couvent de L'Isle-Jourdain sont chassés par les troupes protestantes d'Henri de Navarre et trouvent refuge dans le vieux couvent Saint-Antoine. En 1602, puis en 1656, ils achètent successivement trois immeubles sur la rue Pharaon.
Les bâtiments conventuels (actuel no 18) occupent les trois immeubles achetés au XVIIe siècle et réaménagés après 1656. Le premier immeuble, large de deux travées, s'élève sur trois étages. Le deuxième immeuble, large de trois travées, s'élève sur deux étages. Au centre prend place un portail monumental en pierre. La porte, voûtée en berceau, est encadrée de pilastres à chapiteaux doriques qui soutiennent un entablement à décor de triglyphes, surmonté d'une corniche. Au-dessus se trouve une niche, ornée d'une coquille, encadrée de volutes et surmontée d'une corniche curviligne. Les fenêtres de l'entresol sont segmentaires, tandis que celles des étages ont des crossettes. Le troisième immeuble, large de trois travées, s'élève sur deux étages carrés, éclairé par des fenêtres surmontées de corniches, et un étage de comble percé de lucarnes.
L'église conventuelle, dédiée à saint Antoine, est entièrement rebâtie après 1656 sur les plans de l'architecte Jean-Pierre Rivalz. Elle est d'un style classique particulièrement sobre. Au rez-de-chaussée, l'élévation est rythmée les pilastres à chapiteaux doriques qui séparent les travées. Ils soutiennent un entablement, surmonté d'une corniche. La porte est centrale, voûtée en berceau, avec une simple agrafe en pierre. Les hautes fenêtres latérales ont conservé leurs grilles en fer forgé. À l'étage, l'élévation est également rythmée par les pilastres. La haute fenêtre centrale est voûtée en berceau. Les fenêtres latérales, plus petites, ont des agrafes surmontées d'un cartouche. L'élévation est surmontée d'une large corniche et d'un fronton triangulaire ouvert par deux oculi. À l'intérieur, la nef est rythmée par des pilastres à chapiteaux doriques. Les voûtes ont conservé un décor de rinceaux et de feuillages. L'abside est décorée au début du XIXe siècle d'une fresque de Joseph Roques.

### Hôtels particuliers
- no  15 : hôtel Castet.
L'hôtel est construit en 1657, à l'angle de la rue Pierre-Brunière, pour Antoine Castet, avocat au parlement. Sa longue façade se développe sur cinq travées et s'élève sur quatre niveaux, séparés par des cordons en brique. Elle est de style classique et symétrique. Le rez-de-chaussée est en brique, couvert d'un enduit qui imite un bossage en pierre. Il est ouvert par deux arcades de boutique qui encadrent la porte cochère, mais elles ont été modifiées : celle de gauche a probablement été transformée par l'architecte Frédéric Delor en 1871. La porte cochère, voûtée en berceau, possède une agrafe avec un mascaron en pierre. Les trois étages sont décroissants et séparés par des cordons de brique. Au 1er étage, les fenêtres ont été dotées, probablement au XVIIIe siècle, de garde-corps en fer forgé. Dans la cour, les arcs conservent la devise latine d'Antoine Castet, Deo dante (« Si Dieu le veut »)[36],[37].

- no  17 : hôtel Foulquier (ou Waroquier). 
L'hôtel est construit dans la première moitié du XVIIIe siècle, probablement pour Étienne Foulquier, trésorier de France, entre la rue Pharaon et la rue Saint-Rémésy (actuel no 4). Il passe en 1756 à Jean-Paul de David, avocat, puis conseiller au parlement[36]. L'hôtel présente sur la première une façade de style classique. Les étages sont décroissants, séparés par des cordons. Le rez-de-chaussée a été modifié au XIXe siècle. Il était ouvert par une porte centrale transformée en fenêtre, dont le chambranle en brique et pierre alternée s'orne d'une agrafe en pointe de diamant, et surmontée d'une fine corniche. Elle était encadrée par deux grandes arcades de boutiques, dont seule subsiste l'arcade de droite, voûtée en berceau, partiellement bouchée et transformée en fenêtre. L'arcade de gauche a été transformée en porte cochère, dont la voûte est segmentaire. Aux 1er et 2e étages, les fenêtres ont un chambranle en pierre et brique alternées et sont surmontées d'une corniche. Le 3e étage est percé de mirandes[38].

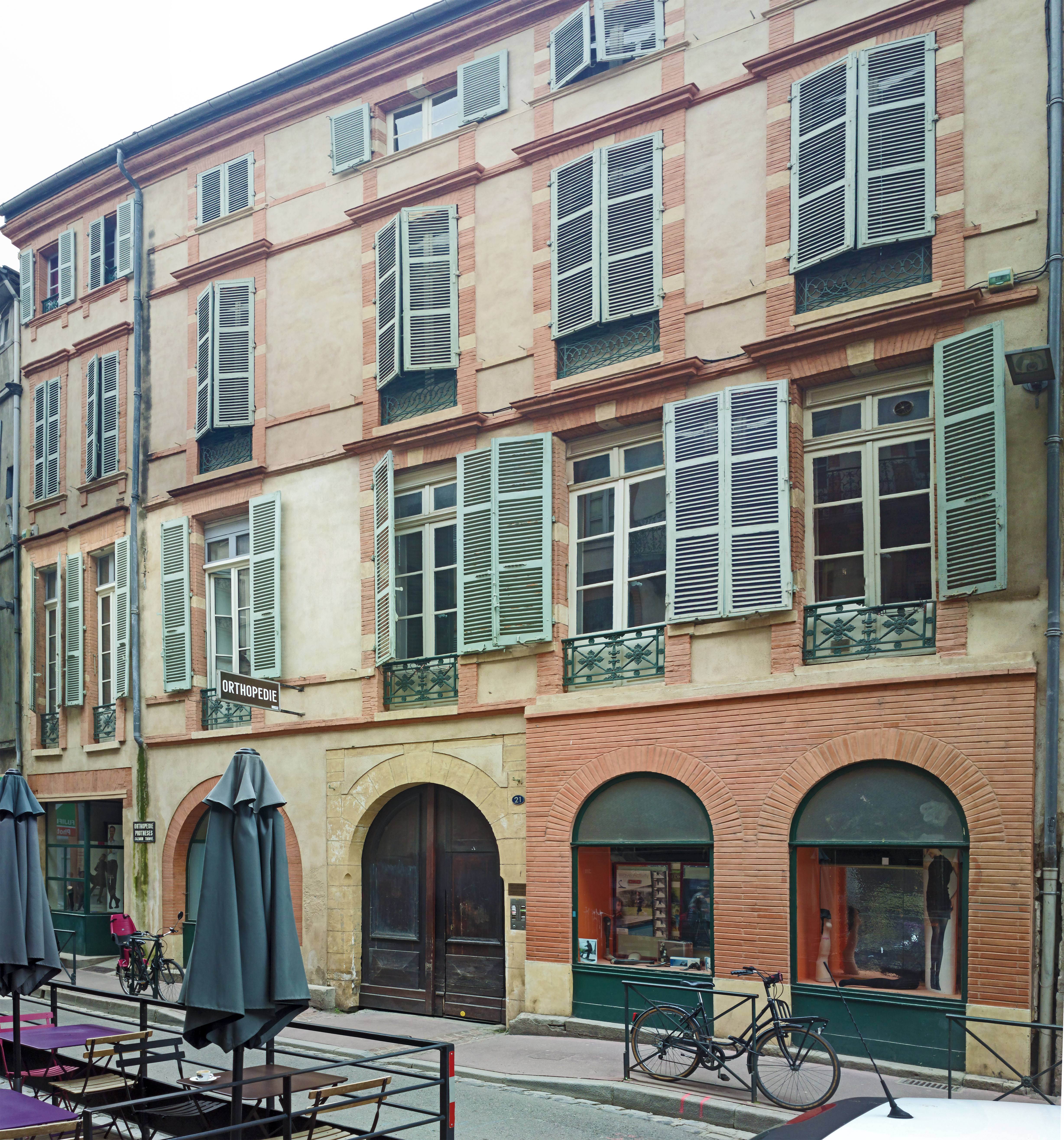
No 21 : façade de l'hôtel du capitoul Jérôme Taverne.

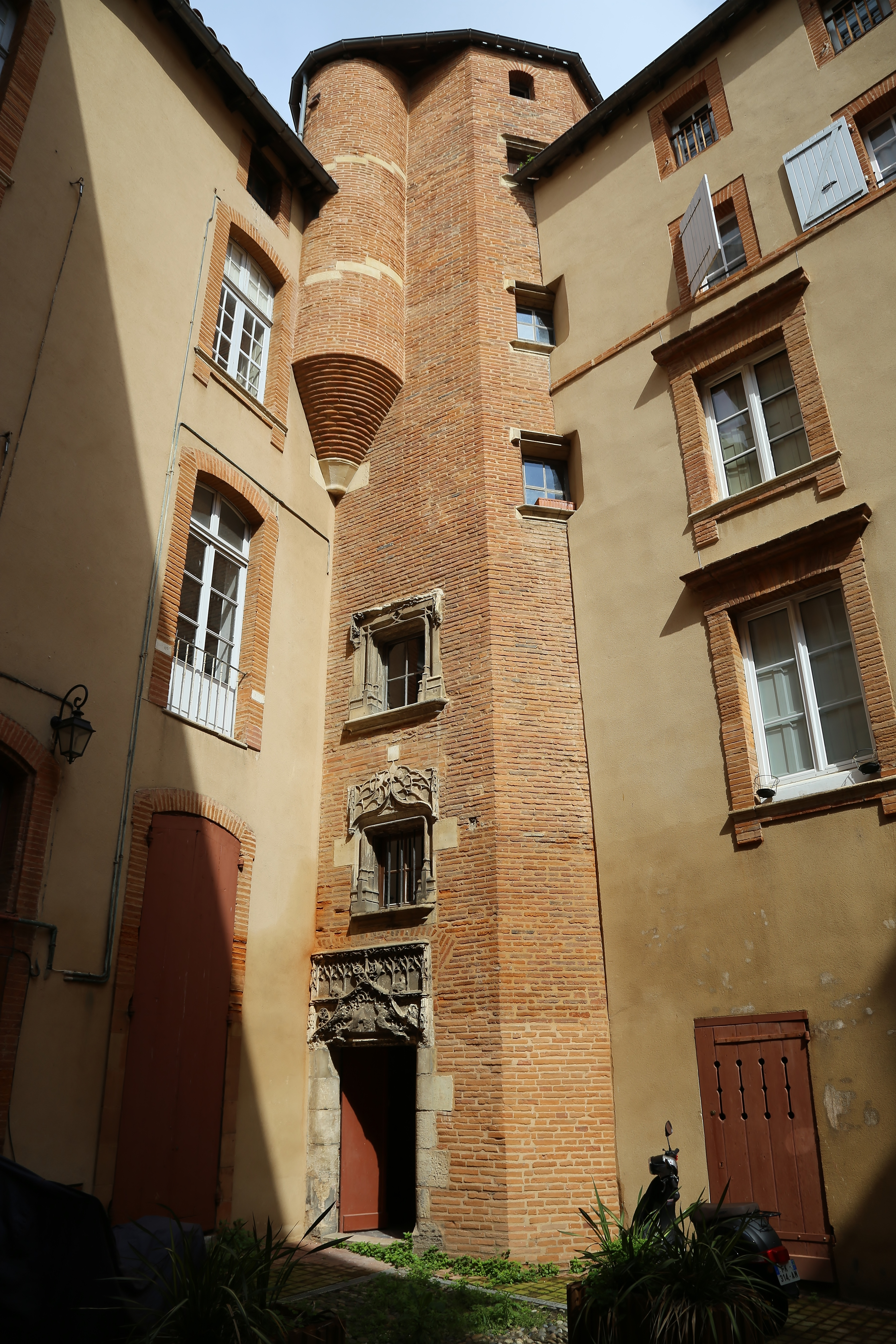
No 21 : dans la cour, tour de Noël Rolle (1478).

- no  21 : tour de Noël Rolle et hôtel de Jérôme Taverne.  Inscrit MH (1925, tour et tourelle de Noël Rolle)[39]. 
L'hôtel, édifié au début du XIXe siècle, réunit plusieurs bâtiments construits à des périodes différentes entre la rue Pharaon et la rue Saint-Rémésy (actuel no 10). Les parties les plus anciennes correspondent à une première maison, édifiée sur la rue Saint-Rémésy peu avant 1478 pour Noël Rolle, huissier au parlement. De cette construction de style gothique ne subsiste que la tour qui s'élève à l'angle nord-ouest de la cour centrale. Elle est flanquée d'une tourelle au cul-de-lampe formé d'assises de brique en retrait. La porte est surmontée d'un linteau en pierre où prennent place deux griffons ailés qui soutiennent un blason martelé. Au-dessus, l'intérieur du cadre est tapissé d'une série de petites arcatures. La petite fenêtre qui surmonte la porte présente au-dessus de l'accolade une fleur de lis au milieu de rinceaux de feuillages. 
En 1757 et 1759, Jérôme Taverne, avocat au parlement et capitoul en 1760-1761, acquiert le vieil hôtel de Noël Rolle et une maison sur la rue Pharaon (côté droit de l'actuel no 21). Il fait réaménager les bâtiments pour se faire bâtir un hôtel particulier dans le goût néo-classique. Le corps de bâtiment élevé sur le côté nord de la cour témoigne de cette campagne de construction. 
En 1808, l'hôtel de Jérôme Taverne est réuni à une deuxième maison (côté gauche de l'actuel no 21), construite au XVIe siècle pour Jean Trémolières, procureur au parlement et capitoul en 1523-1524. Une nouvelle façade, de style néo-classique, est élevée sur la rue Pharaon afin d'unifier les deux propriétés. Elle s'élève sur trois étages décroissants, rythmés par les cordons de brique. Le rez-de-chaussée est ouvert d'une porte cochère, voûtée en berceau et maçonnée en pierre, encadrée d'arcades de boutiques. Au 1er et au 2e étage, les fenêtres ont des garde-corps en fonte et sont surmontées de corniches moulurées[40],[41].

- no  29 : hôtel Vignales. 
L'hôtel, construit en 1769 pour Mme Vignales, est de style néo-classique Louis XVI. Le rez-de-chaussée, ouvert par une porte et une arcade de boutique rectangulaires, est traité en bossage. La porte possède une agrafe ornée d'un mascaron représentant une tête féminine. Les trois étages sont décroissants. Les fenêtres sont mises en valeur par des chambranles moulurés en légère saillie. Celles du 1er étage sont surmontées de guirlandes en terre cuite et de corniches, soutenues par des consoles. Elles sont de plus réunies par un balcon filant, orné d'un garde-corps en fer forgé. Les fenêtres des deux étages supérieurs sont surmontées d'agrafes à motif végétal et de guirlandes. L'élévation est couronnée par un entablement rythmé par des consoles, et qui soutient une large corniche[42].

- no  30 : hôtel Bétoux. 
L'hôtel est construit au XVIIIe siècle pour un membre de la famille Bétoux. La façade sur la rue Pharaon est caractéristique du style néo-classique. Le rez-de-chaussée a un solin de pierre. Au rez-de-chaussée, la porte et l'arcade de boutique sont rectangulaires et ont des agrafes martelées, qui portaient le blason de la famille. La porte a conservé une imposte en fer forgé. Aux étages, séparés par des cordons, les fenêtres ont des balconnets en pierre et des garde-corps en fer forgé. L'élévation est couronnée par une large corniche à modillons[43].

- no  35 : hôtel Cruaut et tour Servientes. 
Un premier immeuble est occupé, au début du XVIe siècle, par Michel Servientes, marchand et capitoul en 1504-1505. C'est lui qui fait élever, vers 1504, une haute tour capitulaire, hexagonale, qui s'élève sur 16 mètres. Elle est éclairée par des fenêtres en pierre d'un style gothique tardif. La vis d'escalier en bois dessert les étages du bâtiment. L'immeuble est acquis en 1626 par le marchand Denis Cruau, qui le transmet ensuite à son fils, Léon-Léonard Cruau, seigneur de Boulaye, capitoul en 1679-1680, et correcteur à la Chambre des comptes de Paris en 1681. C'est au XVIIe siècle qu'est élevé le corps de bâtiment sur la rue Pharaon. Le rez-de-chaussée, maçonné en brique et en pierre, est ouvert d'une grande arcade de boutique voûtée en berceau et d'une porte latérale, surmontée d'une fenêtre qui a conservé sa grille en fer forgé. Au 2e étage, la grande fenêtre est accompagnée d'un oculus dont le cadre mouluré est en pierre. Le dernier étage de combles est percé de mirandes[44].

- no  42 : hôtel de Marsac. 
Un hôtel particulier est aménagé au XVIIIe siècle pour Pierre-Marie Reversat de Célès, comte de Marsac et conseiller au parlement de 1763 à 1790. L'hôtel présente sur la rue Pharaon une large façade de sept travées. Le rez-de-chaussée repose sur un solin de pierre. Des arcades de boutiques voutées en berceau – peut-être conservées d'un immeuble plus ancien du XVIIe siècle – encadrent un large portail. Aux étages, les fenêtres sont mises en valeur par un léger ressaut. Les trois travées centrales, au-dessus du portail, sont mises en valeur par un balcon continu qui possède un garde-corps en fonte à motifs géométriques et floraux. Les autres fenêtres ont des balconnets de pierre et des garde-corps qui reprennent les mêmes motifs. L'élévation est couronnée d'une corniche à modillons. Dans la cour intérieure, les élévations sont similaires : les niveaux sont séparés par des cordons et percés de grandes fenêtres rectangulaires et l'étage de comble à surcroît est éclairé par de petites ouvertures. Une tour en brique s'élève contre l'élévation du côté est[45],[46].

- no  45 : hôtel Lespinasse. 
Au début du XVIe siècle, on trouve deux maisons qui sont des dépendances de l'hôtel particulier construit pour l'avocat Jean Roguier (actuel no 3 rue des Prêtres). Au XVIIe siècle, elles sont réunies par leur propriétaire, Guillaume de Lespinasse. La façade, de style classique, s'élève sur quatre niveaux. Le rez-de-chaussée est percé de deux grandes arcades de boutiques voûtées en berceau, qui encadre la porte. Celle-ci a un chambranle en pierre et est couronnée d'une corniche, surmontée d'un cartouche sculpté qui sert d'allège à la fenêtre supérieure. Le 1er et le 2e étage sont couverts d'un enduit traité qui imite un bossage de pierre. Les fenêtres ont des balconnets en pierre ornés de garde-corps en fer forgé. Le 3e étage est percé de mirandes. Sous l'appui court un motif de roses en terre cuite[47],[48].

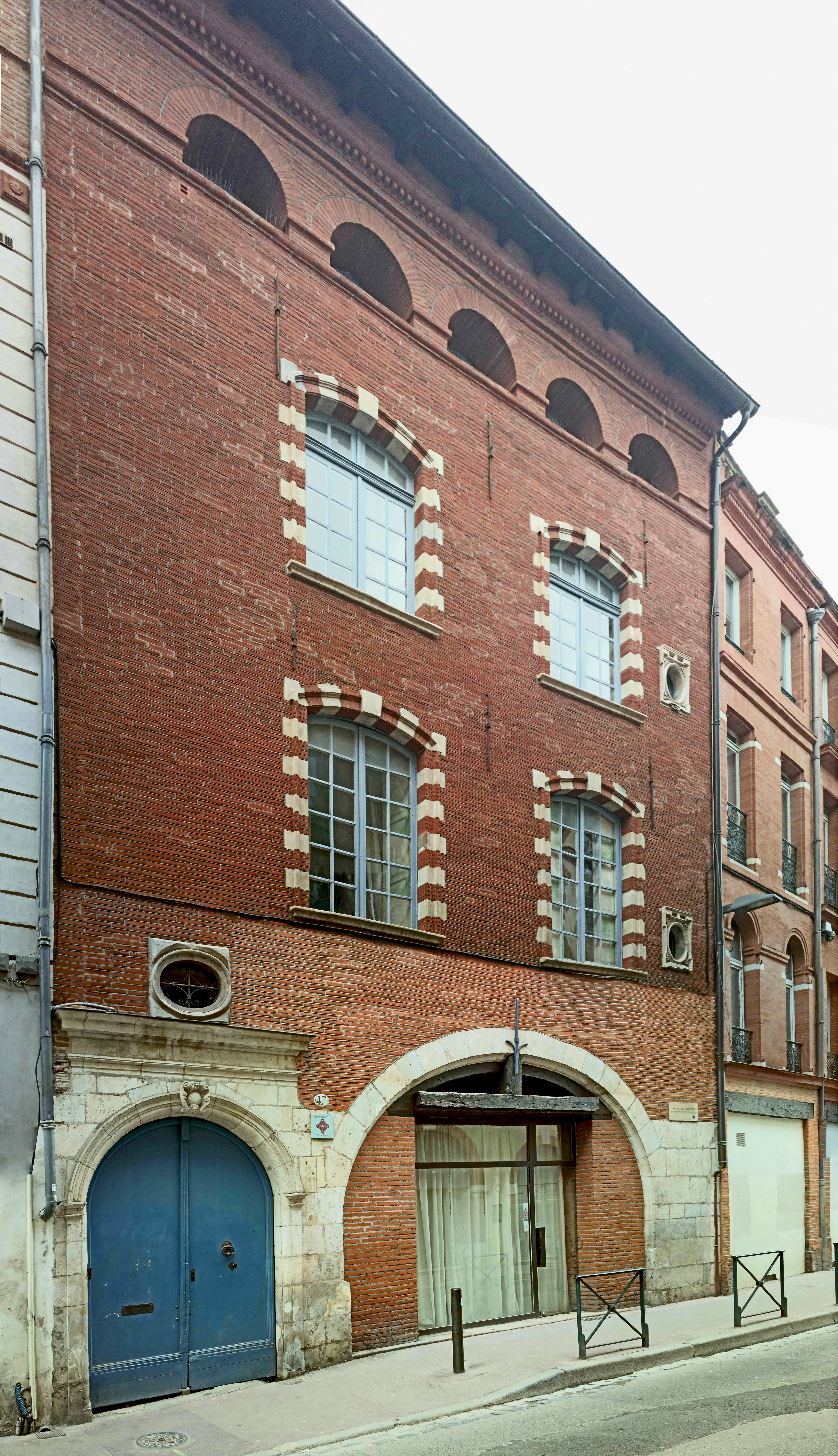
No 47 : façade de l'hôtel d'Aldéguier (ou Marvéjol).

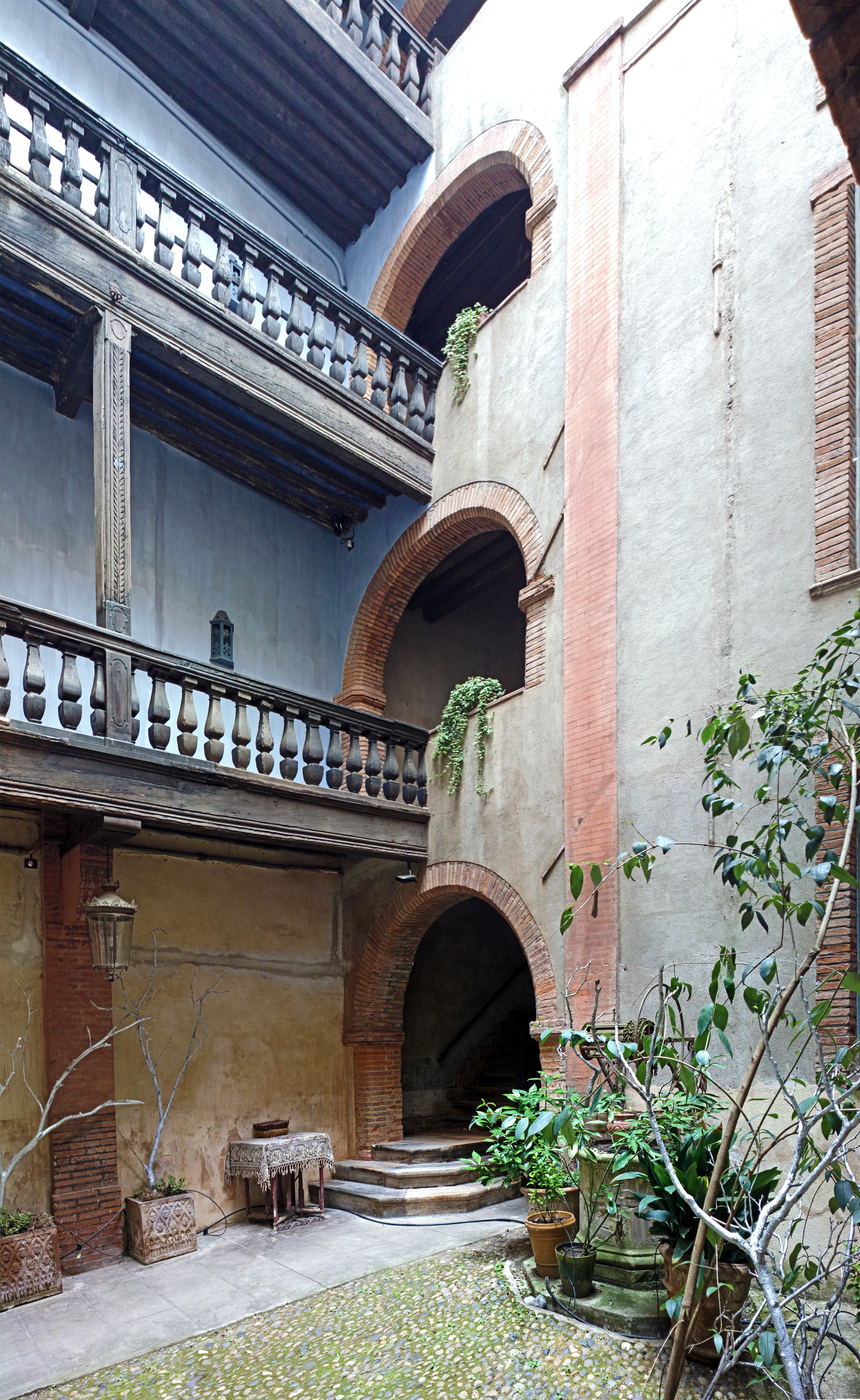
No 47 : cour intérieure de l'hôtel d'Aldéguier (ou Marvéjol).

- no  47 : hôtel d'Aldéguier (ou Marvéjol).  Inscrit MH (1925, hôtel, y compris le puits de la cour)[49]. 
Un premier hôtel particulier est construit en 1609 par le maître-maçon Bernard Serres pour le compte d'Antoine d'Aldéguier, riche marchand qui possède déjà une maison dans la rue Pharaon (actuel no 27) et l'hôtel de Massas, dans la rue de la Dalbade (actuel no 29). L'hôtel est acheté en 1619 par le marchand Jean Marvéjol, qui fait refaire par le maître-maçon Jean Sarraute la façade sur la rue, qui est déjà en mauvais état[50]. 
La façade sur rue s'élève sur trois étages. Au rez-de-chaussée, les piédroits de la porte et de l'arcade de boutique sont en pierre. La porte, voutée en berceau, a une agrafe qui porte un blason soutenu par de petites têtes, et surmontée d'une large corniche, surmontée d'un oculus en pierre. Le 1er et le 2e étage sont éclairés de grandes fenêtres en brique et pierre alternées et d'oculi dont l'encadrement en pierre est feuillagé. Le 3e étage est percé de mirandes. Dans la cour intérieure, les deux corps de bâtiment sont reliés par trois étages de galeries en bois posées contre le mur du côté sud. Elles ont des garde-corps à balustres. Elles donnent accès, par des portes voûtées en plein cintre à l'escalier à rampes droites, également en bois[51],[52].

- no  52 : hôtel Pastoureau. 
Un hôtel particulier de style Renaissance est construit au milieu du XVIe siècle pour Olivier Pastoureau, capitoul en 1551-1552 et en 1561-1562, entre la rue Pharaon et la place des Carmes (actuel no 41). Dans la cour intérieure, les façades des côtés est et sud sont occupées par deux étages de galeries (rez-de-chaussée et 1er étage). Au rez-de chaussée, les arcs de pierre sont soutenus par des colonnes surmontées de cabochons de pierre. Le 2e étage est percé de fenêtres à meneaux. Dans l'angle sud-ouest de la cour se dresse la tour octogonale, haute de 18,5 mètres. Elle est couronnée de faux mâchicoulis qui soutiennent une terrasse, dont l'accès se fait par un escalier extérieur en encorbellement qui contourne la tour. 
À la mort d'Olivier Pastoureau, l'hôtel passe à son fils, Gilles Pastoureau, qui est probablement l'auteur des modifications apportées au corps de bâtiment sur la rue Pharaon au XVIIe siècle. La façade, de style classique, s'élève sur trois étages. Au rez-de-chaussée, la porte et les deux arcades de boutique ont des piédroits en pierre. Une large corniche sépare ce niveau des étages supérieurs, et qui sert de balconnet aux fenêtres du 1er étage. Les fenêtres des 1er et 2e étages ont des garde-corps et des impostes en fonte. 
Après la mort de Gilles Pastoureau, l'hôtel est divisé. Au XIXe siècle, la cour intérieure est partagée en deux parties, tandis que les galeries sont bouchées et une tour octogonale est élevée à l'angle nord-est[53],[54].

- no  56 : hôtel Burta. 
L'hôtel est construit après 1668 pour Jean de Burta, conseiller au parlement, après la réunion de deux immeubles à l'angle de la place des Carmes. Au rez-de-chaussée, le chaînage d'angle est en pierre de taille. En hauteur, une statue de la Vierge prend place dans une niche. Aux deux premiers étages, les fenêtres sont segmentaires et ont des jambages qui se poursuivent au-delà de l'appui en pierre, créant un quadrillage avec les cordons de brique qui séparent les niveaux. Au 1er étage, les fenêtres ont de plus des garde-corps en fer forgé[55].

### Immeubles et maisons
- no  1 : immeuble. 
L'immeuble est construit en plusieurs étapes. Il présente sur la rue une façade classique d'une grande simplicité, élevée au XVIIIe siècle. À l'intérieur, un escalier en bois à balustre date du siècle précédent[56].

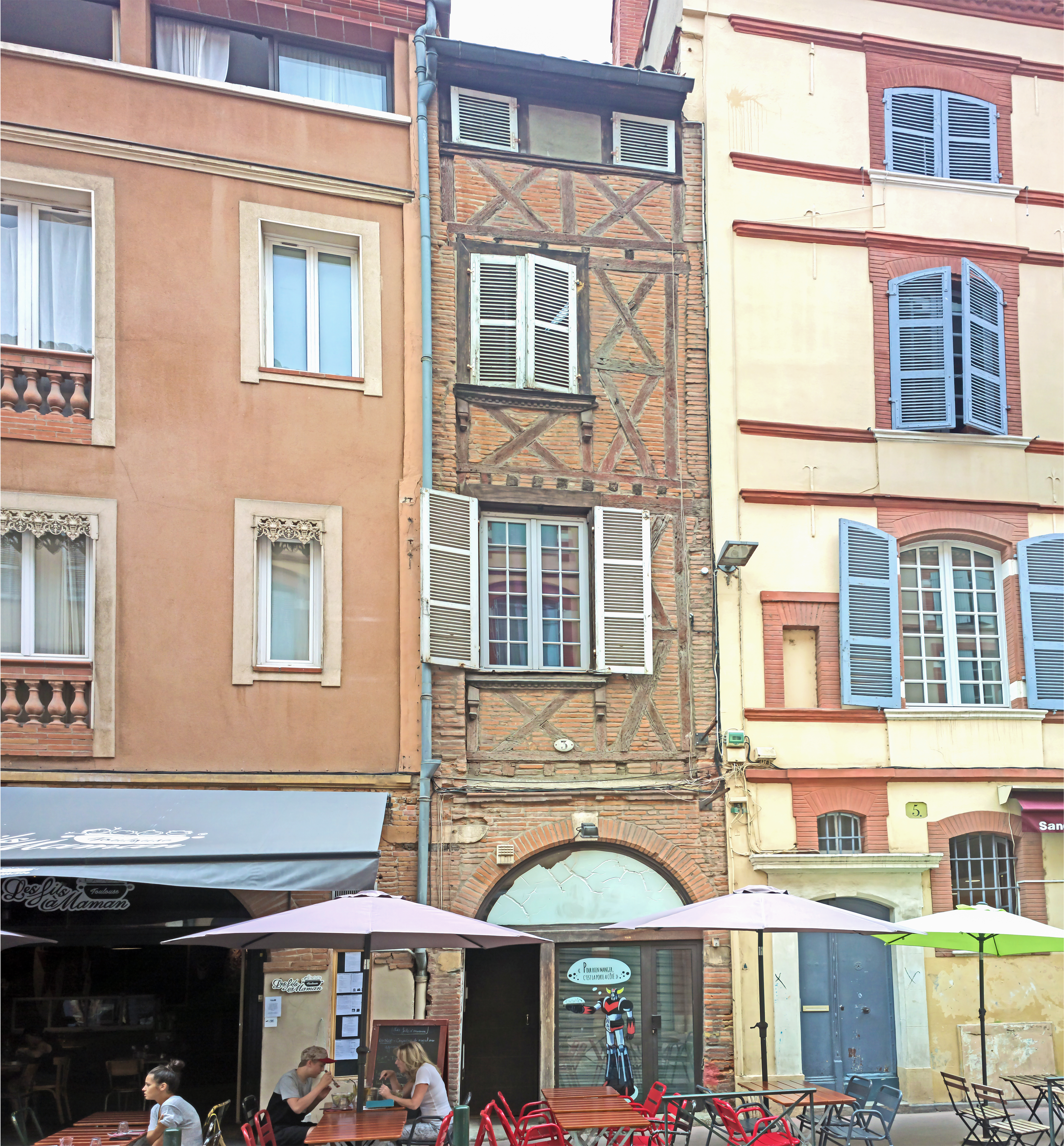
No 3 : maison du capitoul Jacques du Born.

- no  3 : maison du capitoul Jacques du Born. 
La maison est construite au début du XVIIe siècle pour Jacques du Born, avocat, juge au tribunal de la Foraine, et capitoul en 1604-1605. La façade s'élève sur trois étages, mais elle n'est large que d'une seule travée – elle est d'ailleurs réputée être la maison la plus étroite de la ville. Le rez-de-chaussée, maçonné en brique, est ouvert par une large arcade de boutique. Aux étages, le pan de bois est à grille et à décharge, hourdé de brique. Les fenêtres aux deux premiers étages sont mises en valeur par leurs appuis moulurés à modillons, soutenus par de petites consoles. L'étage de combles est percé de mirandes[57].

- no  9 : immeuble. 
L'immeuble, de style néoclassique Louis XVI, est construit en 1785. Le rez-de-chaussée, surmonté d'une large corniche moulurée, est ouvert par une arcade de boutique voûtée en anse de panier et une porte surmontée d'une imposte en fer forgé. Aux étages, les fenêtres sont mises en valeur par un chambranle en légère saillie et un appui en pierre, et elles sont séparées par des motifs de tables. Celles du 1er étage sont dotées de garde-corps en fer forgé[58].

- no  11 : immeuble. 
L'immeuble, de style néoclassique Louis XVI, est construit dans la deuxième moitié du XVIIIe siècle. Les étages sont décroissants et séparés par des cordons. Les fenêtres sont mises en valeur par un chambranle en légère saillie, un appui en pierre et ont des garde-corps en fer forgé[59].

- no  12 : immeuble. 
L'immeuble, de style classique, est construit au XVIIIe siècle entre la rue Pharaon et l'impasse de la Trésorerie. La façade, large de trois travées, est symétrique. Le rez-de-chaussée, en pierre de taille, est percé d'une arcade de boutique – remaniée pour faire deux fenêtres – et une porte latérale, surmontée d'une imposte en fer forgé. Les trois étages sont décroissants et séparés par des cordons de brique. Les fenêtres ont des garde-corps en fer forgé, particulièrement ouvragées aux deux premiers étages[60].

- no  14 : immeuble. 
L'immeuble, de style classique, est construit au XVIIIe siècle entre la rue Pharaon et l'impasse de la Trésorerie. Les trois étages sont décroissants et séparés par des cordons de brique. Les fenêtres sont toutes dotées de garde-corps en fer forgé. Celles du 3e étage sont surmontées de tables[61].

- no  19 : immeuble. 
L'immeuble est construit au XVIIe siècle. Le rez-de-chaussée, maçonné en brique, est percé d'une porte de style classique en pierre et brique alternée, et surmontée d'une large corniche. Les étages sont en pan de bois masqué par l'enduit[62].

- no  23 : immeuble. 
L'immeuble, de style néo-classique, est construit dans la deuxième moitié du XVIIIe siècle, à l'emplacement de l'ancien collège de Saint-Girons, pour Pierre Belloc, seigneur de Lassarade, président en l'élection de Comminges, président aux requêtes du parlement de 1745 à 1763, devenu propriétaire de la parcelle en 1748[63]. Les étages sont décroissants et séparés par des cordons de brique. Aux 1er étage, les fenêtres ont des garde-corps en fer forgé[64].

- no  25 : immeuble. 
L'immeuble, de style néo-classique, est élevé dans la deuxième moitié du XVIIIe siècle. Au rez-de-chaussée, la porte et l'arcade de boutique sont rectangulaires et maçonnées en pierre de taille. Aux étages, les fenêtres sont mises en valeur par un chambranle mouluré. Celles du 1er étage ont par ailleurs des garde-corps en fer forgé[65].

- no  38 : immeuble. 
L'immeuble, construit entre la rue des Régans (actuel no 1 bis) et la rue Pharaon, ne présente sur cette dernière qu'une étroite façade style néo-classique de la fin du XVIIIe siècle. Les étages sont décroissants et percés d'une fenêtre. Au 1er étage, le balcon en pierre a un garde-corps en fer forgé qui présente un décor de grecques et de mufles de lions. Au 2e étage, on retrouve un balcon plus étroit, soutenu par des consoles en pierre, et orné d'un garde-corps similaire. Au 3e étage, la fenêtre a un garde-corps qui reprend les mêmes motifs. L'élévation est couronnée d'une corniche soutenue de consoles à glyphes[66].

- no  39 : immeuble. 
L'immeuble, de style classique, est construit au XVIIe siècle. Au rez-de-chaussée, la porte a conservé son huisserie en bois. Elle est surmontée d'une petite fenêtre rectangulaire fermée par une grille en fer forgé. Les étages sont décroissants et séparés par des cordons. Les fenêtres sont surmontées d'une corniche moulurée et ont un chambranle à crossettes pendantes sous l'appui en pierre[67],[68].

- no  40 : immeuble. 
L'immeuble, de style classique, est construit au XVIIe siècle. Le rez-de-chaussée est maçonné en pierre de taille. La porte est centrale et surmontée d'une imposte en fer forgé. Elle est encadrée de deux arcades de boutique voûtées en anse de panier. Les niveaux sont séparés par de larges cordons de brique. Au 1er étage, les fenêtres ont des garde-corps en fer forgé[69].

## Personnalité
- Édouard Debat-Ponsan (1847-1913) : peintre représentatif de l'« art pompier » en vogue sous la Troisième République, républicain engagé et dreyfusard convaincu, il est né au domicile de son grand-père, le professeur de musique Joseph Debat dit Ponsan (actuel no 13).